# ABLIM3
ABLIM3‏ (Actin binding LIM protein family member 3) هوَ بروتين يُشَفر بواسطة جين ABLIM3 في الإنسان.